# Стіна Лаутербруннен

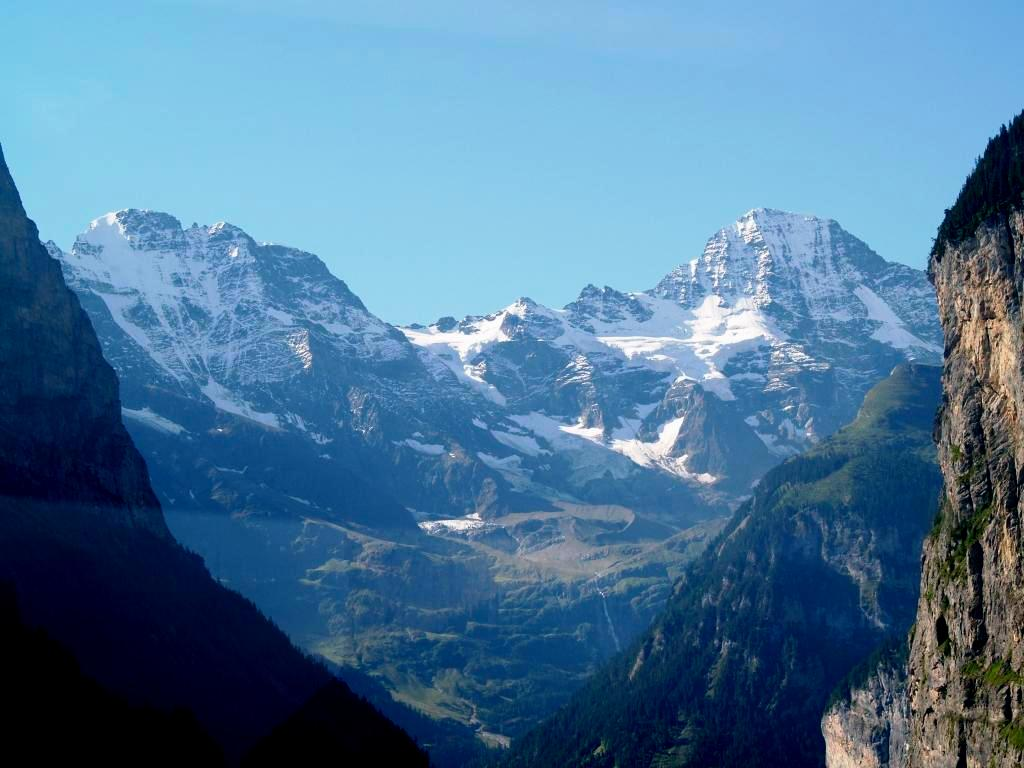
Західна частина стіни Лаутербруннен, з північними стінами гір Гроссгорн (зліва) та Брайтгорн (справа)

46°34′23″ пн. ш. 7°54′11″ сх. д. / 46.57303889° пн. ш. 7.903° сх. д.
Стіна Лаутербруннен — це гірська стіна з орієнтацією на північ у Бернських Альпах, Швейцарія довжиною 8 кілометрів, яка нависає над долиною Лаутербруннен.

## Опис
Стіна тягнеться від гори Ґлетчергорн (3 983 м.н.м.) на сході через Ебені Флу (3 962 м.н.м.), Міттаґгорн (3 897 м.н.м.) та Гроссгорн (3 754 м.н.м.) до Брайтгорн (3 785 м.н.м.) на заході, де стіна закінчується сідловиною, яка відділяє її від Чінгелгорну. Стіна отримала назву від селища Лаутербруннен, яке лежить на північ від неї в однойменній льодовиковій долині.
Стіна є популярним місцем для льодового альпінізму з 1930-х років, коли вона була підкорена Фойцем, фон Алменом та Велценбахом. Однак багатьма маршрутами по ній сьогодні користуються мало, оскільки до неї відносно (в масштабах Альп) важко дістатися, а також з огляду на об'єктивну небезпеку, зокрема скельних обвалів з огляду на танення льоду.
12 квітня 2007 року винищувач «Торнадо» німецького Бундесверу при навігаційному польоті врізався у північну стіну між Міттаґгорном та Ебені Флу. При цьому літак було практично повністю знищено, пілот загинув, а офіцер систем зброї отримав важкі поранення, але був врятований рятувальниками.